# Alina Janowska
Alina Maria Janowska-Zabłocka (Varsóvia, 16 de abril de 1923 — Varsóvia, 13 de novembro de 2017) foi uma atriz polaca.

## Filmografia
- Zakazane piosenki - (1945)
- A Última Etapa - (1946)
- Skarb - (1948)
- Samson - (1961) - realizador: Andrzej Wajda
- Smarkula - (1963)
- Poradnik matrymonialny - (1967)
- Pożarowisko - (1968)
- Dzięcioł - (1970)
- Podróż za jeden uśmiech - (1971)
- Dulscy - (1975)
- Och, Karol - (1985)
- V.I.P - (1991)
- Rozmowy kontrolowane - (1991)
- Złotopolscy - (1997-2010)
- Niezawodny system - (2008)
- Plebania - (2010-2012)